# جف کوری
جف کوری (انگلیسی: Jeff Corey؛ ‏ ۱۰ اوت ۱۹۱۴ – ۱۶ اوت ۲۰۰۲) بازیگر اهل ایالات متحده آمریکا بود. وی بین سال‌های ۱۹۳۸ تا ۲۰۰۲ میلادی فعالیت می‌کرد.
از فیلم‌ها یا برنامه‌های تلویزیونی که وی در آن نقش داشته است، می‌توان به آدمکش‌ها، در زیر سیاره میمون‌ها، در کمال خونسردی، شجاعت واقعی، آخرین سرمایه‌دار بزرگ، رنگ شب، پرنده‌ای روی سیم، درک روشن، بچه سینسیناتی، میکی وان و نجات از شکار شدن اشاره کرد.